# Agassac
Agassac là một xã thuộc tỉnh Haute-Garonne trong vùng Occitanie ở Pháp. Khu vực này có độ cao trung bình 250 mét trên mực nước biển.